# Kathy Heddy
Kathryn Jean Heddy (Syracuse, 4 febbraio 1958) è un'ex nuotatrice statunitense.

## Carriera
Specializzata nei misti, è stata campionesse del mondo nel 1975 a Cali dove trionfò nei 200m misti.

## Palmarès
- Mondiali

Belgrado 1973: argento nella staffetta 4x100m misti e bronzo nei 200m misti.
Cali 1975: oro nei 200m misti, argento nella staffetta 4x100m misti, bronzo nei 400m misti e nei 400m stile libero.
- Giochi Panamericani

Città del Messico 1975: oro nei 200m misti, nei 400m misti, nei 400m stile libero e nella staffetta 4x100m misti.